# Cassidispa
Cassidispa là một chi bọ cánh cứng trong họ Chrysomelidae.
Chi này được Gestro miêu tả khoa học năm 1899.

## Các loài
Các loài trong chi này gồm:
- Cassidispa bipuncticollis (Chen, 1941)
- Cassidispa fermoralis (Chen & Yu, 1976)
- Cassidispa granulosa Weise, 1911
- Cassidispa maderi (Uhmann, 1938)
- Cassidispa mirabilis (Gestro, 1899)
- Cassidispa reducta Uhmann, 1931
- Cassidispa relicta L. Medvedev, 1957
- Cassidispa simplex Uhmann, 1931